# Sherlock Holmes (film 1916)
Sherlock Holmes è un film muto statunitense del 1916 diretto da Arthur Berthelet. Si tratta dell'unico film interpretato da William Gillette, popolare interprete teatrale di Holmes. Il film è basato sull'omonima opera teatrale del 1899 di Gillette; non propone uno dei casi del detective scritti da Arthur Conan Doyle, ma trae libera ispirazione dai racconti Uno scandalo in Boemia, L'ultima avventura e L'avventura dei Faggi Rossi e dal romanzo Uno studio in rosso.
Il film è stato ritenuto in precedenza perduto. Una copia della pellicola è stata ritrovata nel 2014 negli archivi della Cinémathèque Française. La copia, una volta restaurata, è stata presentata in anteprima nel gennaio 2015 al festival francese Toute la Mémoire du Monde.

## Trama

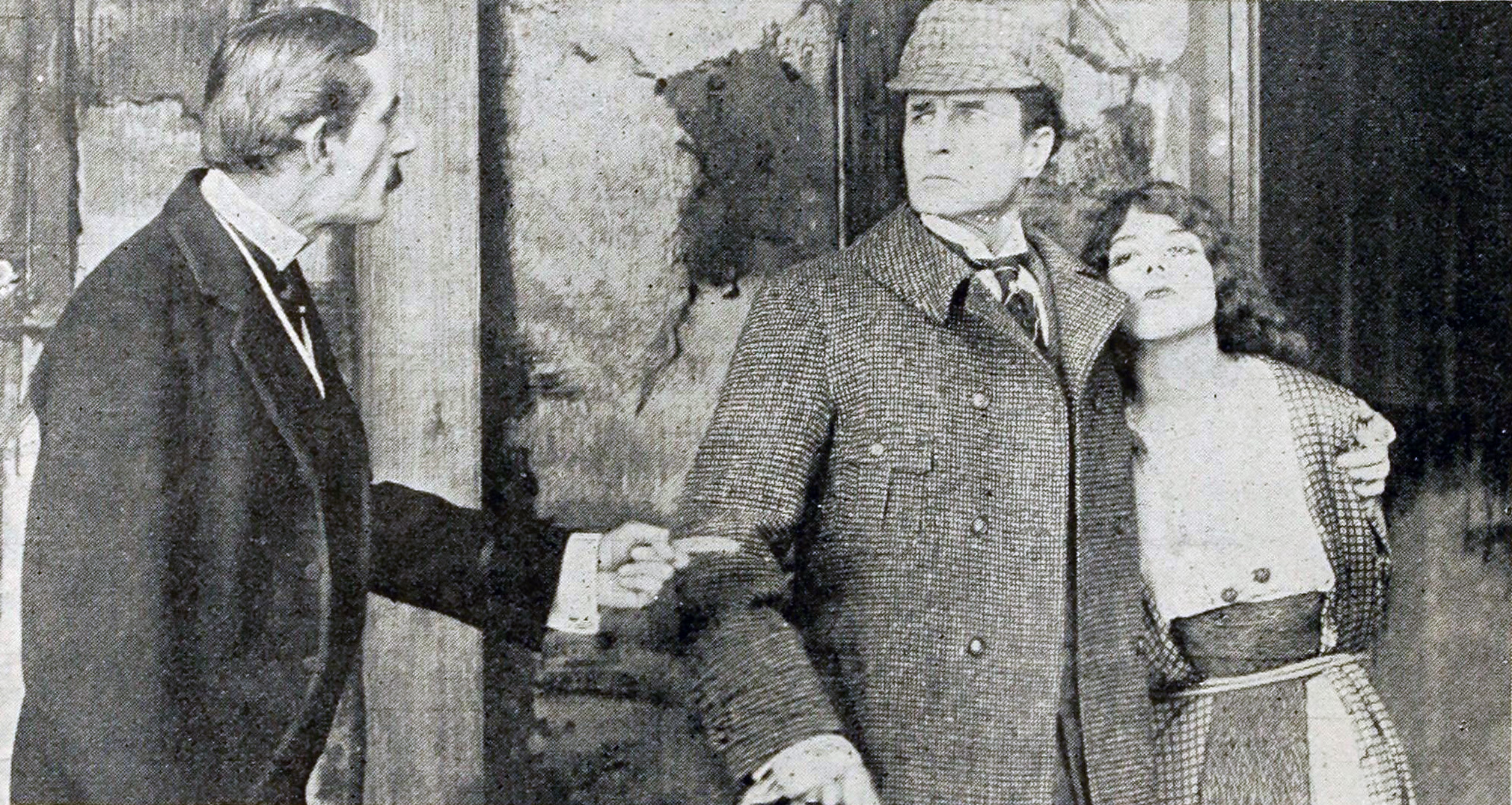
Pubblicità su The Moving Picture World (luglio 1916)

Una famiglia aristocratica inglese ingaggia il detective Sherlock Holmes per recuperare alcune lettere compromettenti in possesso di Alice Faulkner una giovane che, con quei documenti, potrebbe vendicare la sorella. Holmes trova le carte ma poi, innamoratosi di Alice, gliele restituisce, dicendole che aspetterà finché lei stessa non avrà deciso di disfarsene.
Quando il nobile capo famiglia chiede conto a Holmes delle sue indagini, l'investigatore ammette di aver fallito. Alice, che ha sentito tutto, si pente e restituisce le lettere: il suo gesto induce Holmes a iniziare con lei una storia d'amore.

## Produzione

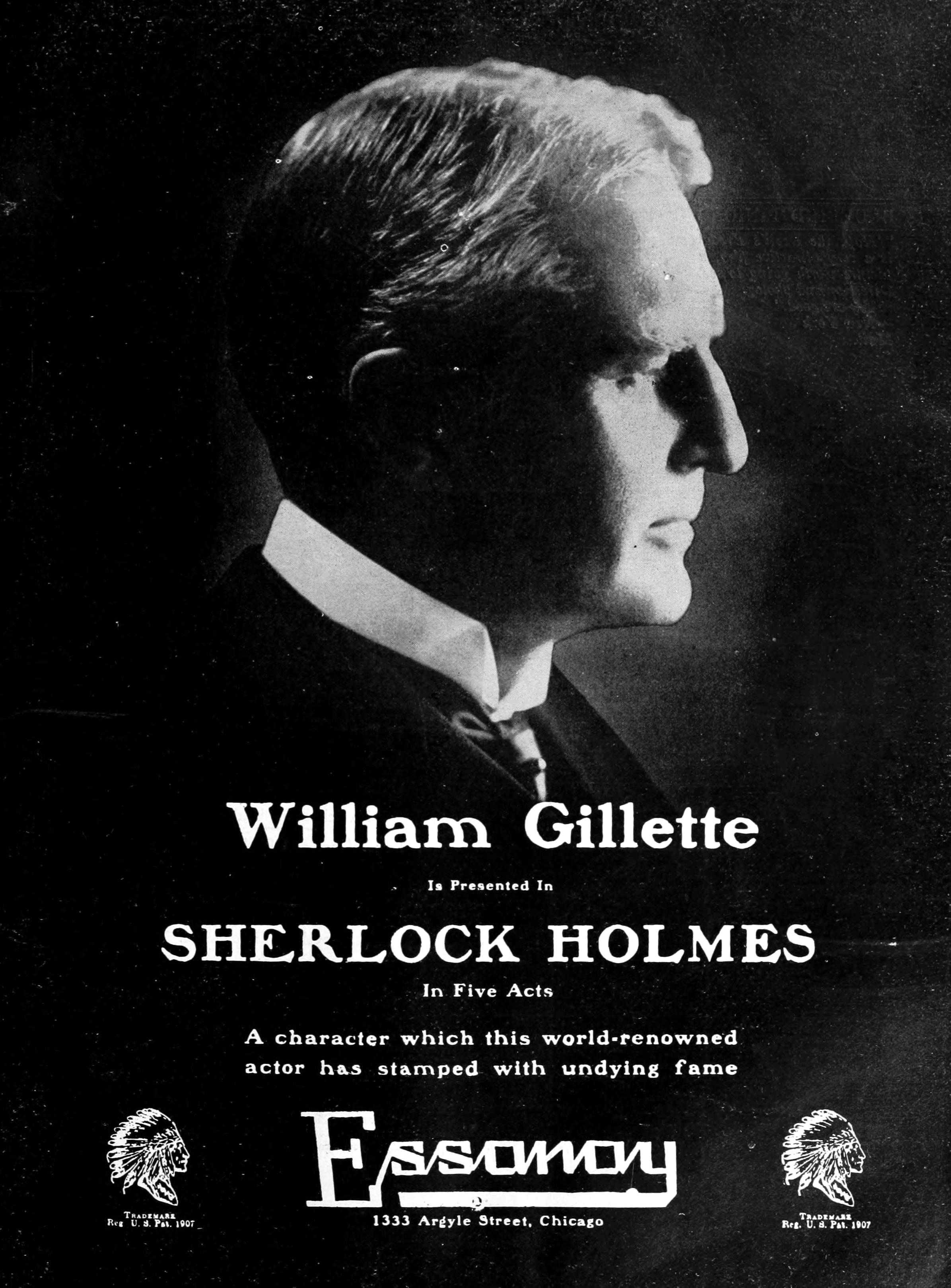
Manifesto pubblicitario della Essanay

Il film fu prodotto dalla Essanay Film Manufacturing Company. Venne girato in California, all'Iverson Ranch, all'1 Iverson Lane di Chatsworth, Los Angeles.

## Distribuzione
Distribuito dalla V-L-S-E, il film uscì nelle sale cinematografiche USA il 15 maggio 1916. In Italia venne presumibilmente distribuito nel 1920.